# Benito Bortolami
Benito Mario Bortolami (Rovigo, 2 agosto 1939) è un politico italiano.
Esponente della Democrazia Cristiana, è stato sindaco di Rovigo per tre mandati dal 1978 al 1987, ed è poi stato eletto alla Camera dei deputati per la X legislatura (1987-1992).